# Poreč
Poreč (Italiaans: Parenzo; Venetiaans: Parenso; Latijn: Parens of Parentium; Duits: Parenz; Oudgrieks: Πάρενθος of Párenthos) is een stad en haven aan de westkust van Istrië in Kroatië. Het is een toeristische stad met verschillende campings in de buurt.
Poreč-Parenzo is bijna 2000 jaar oud. Voor de haven ligt een klein eiland Sveti Nikola, dat de stad beschermt. De gemeente heeft ongeveer 20.000 inwoners op een oppervlakte van 142 km² en een kustlijn van 37 km tussen de Mirna rivier en Vrsar in het zuiden. De stad zelf heeft ruim 12.000 inwoners en staat bekend als een toeristische trekpleister, mede dankzij de mooie boulevard, het historische centrum en de ligging aan de Adriatische Zee.

## Geschiedenis
Poreč-Parenzo is oorspronkelijk een Romeinse stad (Colonia Julia Parentium). Nadat de stad door plunderingen en veroveringen in verval was geraakt werd de stad in het jaar 539 veroverd door de Byzantijnen. Rond 800 besloten zij er een bisschopszetel te vestigen.
In 1267 was Parenzo de eerste Istrische stad die koos voor een Venetiaans bewind. Als gevolg hiervan werden er paleizen, pleinen en religieuze bouwwerken gebouwd in de Venetiaanse stijl. In 1354 werd de stad echter verwoest door de Genuezen. Hierop volgden verdere verschrikkingen als de pest, piraten en een voortslepende oorlog.
Onder het bewind van de Oostenrijkers werd Poreč-Parenzo de zetel van het parlement van Istrië en werd het omgetoverd tot het centrum van de scheepsbouwindustrie.
De stad heeft door de eeuwen heen veel van zijn bouwwerken behouden. Als gevolg hiervan bestaat het centrum uit gebouwen in verschillende bouwstijlen en zijn er vele monumenten te bewonderen.

## Demografie

### Bevolking
De bevolking van Poreč-Parenzo is als volgt opgebouwd:
- Kroaten 74,8 %
- Italianen 3,2 %
- Serven 3,4 %
- Albanezen 2,7 %
- Bosniërs 1,95 %

### Geboren in Poreč
- Giuseppe Picciola, Italiaans dichter (1859–1907)
- Giuseppe Pagano, Italiaans architect (1896–1945)
- Mario Visintini (1913–1941), Italiaans vliegenier in Spaanse burgeroorlog en Tweede Wereldoorlog
- Licio Visintini (1915–1942), Italiaans marine-officier in Tweede Wereldoorlog (Mario's broer)
- Rita Rusić (1960), Italiaanse actrice, zangeres en filmproducente
- Simon Sluga (1993), voetballer

## Klimaat
| Maand                  | jan | feb | mrt | apr | mei | jun | jul | aug | sep | okt | nov | dec | Jaar  |
| ---------------------- | --- | --- | --- | --- | --- | --- | --- | --- | --- | --- | --- | --- | ----- |
| Gemiddeld maximum (°C) | 8   | 9   | 12  | 15  | 19  | 24  | 26  | 27  | 23  | 18  | 14  | 10  | 17,08 |
| Gemiddeld minimum (°C) | 6   | 6   | 9   | 12  | 16  | 20  | 22  | 23  | 19  | 15  | 11  | 7   | 13,83 |
|                        |     |     |     |     |     |     |     |     |     |     |     |     |       |
| Neerslag (mm)          | 36  | 55  | 37  | 33  | 50  | 66  | 48  | 48  | 81  | 60  | 72  | 46  | 632   |
| Bron: Weer in Porec    |     |     |     |     |     |     |     |     |     |     |     |     |       |

## Bezienswaardigheden
Grote delen van de stad zijn door de eeuwen heen intact gebleven. Hierdoor ogen de Romeinse en Venetiaanse bouwwerken authentiek.
Het bekendste bouwwerk in Parenzo is de Euphrasiusbasiliek. Deze basiliek is in de zesde eeuw na Christus gebouwd en is vernoemd naar de Byzantijnse bisschop Euphrasius. In 1997 is dit bouwwerk door UNESCO op de Werelderfgoedlijst geplaatst. Hiermee wordt de historische waarde van het gebouw onderstreept.
Tussen de 12e en 19e eeuw had Poreč ook stadsmuren, maar deze zijn inmiddels verdwenen. Dubrovnik heeft tot op de dag van vandaag dezelfde muren als die ooit om Poreč stonden.
Het Limski Kanaal ligt dichtbij.
Trg Rakovca, de groente en fruitmarkt.

## Economie
Daar waar de stad in het verleden welvarend was door handel op land en zee is dit tegenwoordig niet meer van toepassing. De voornaamste bron van inkomsten in deze regio is het toerisme. In de regio is alleen de productie van voedsel een veelvoorkomende industrie. Op het gebied van handel, financieringen en communicatie zit de regio in de lift.
Onroerend goed in deze regio is duur. Dit heeft te maken met het feit dat Poreč een druk bezochte stad is met mooie uitzichten en een grote historische waarde.

## Verkeer en vervoer
Poreč-Parenzo is via de weg eenvoudig te bereiken en heeft verbindingen naar vrijwel iedere regio in Kroatië. Bovendien bevindt de stad zich op zo'n 60 kilometer van de luchthaven van Pula-Pola. Deze luchthaven wordt zowel gebruikt voor burgerluchtvaart als voor militaire doeleinden. In tegenstelling tot het verleden is de zeevaart niet meer cruciaal in de regio. Desondanks varen er nog wel veel schepen en boten langs de kustlijn om toeristische redenen.